# 读写锁
读写锁是计算机程序的并发控制的一种同步机制，也称“共享-互斥锁”、多读者-单写者锁。多读者锁，“push lock”) 用于解决读写问题。读操作可并发重入，写操作是互斥的。这意味着多个线程可以同时读数据，但写数据时需要获得一个独占的锁。当写者写数据时，其它写者或读者需要等待，直到这个写者完成写操作。读写锁常见的用法是控制线程对内存中的某种数据结构的访问，这种数据结构不能被原子性地更新，并且在完成更新之前都是无效的。
读写锁通常用互斥锁、条件变量、信号量实现。
某些读写锁允许在读模式与写模式之间升降级。

## 优先级策略
读写锁可以有不同的操作模式优先级：
- 读操作优先锁：提供了最大并发性，但在锁竞争比较激烈的情况下，可能会导致写操作饥饿。这是由于只要还有一个读线程持锁，写线程就拿不到锁。多个读者可以立刻拿到锁，这意味着一个写者可能一直在等锁，期间新的读者一直可以拿到锁。极端情况下，写者线程可能会一直等锁，直到所有一开始就拿到锁的读者释放锁。读者的可以是弱优先级的，如前文所述，也可以是强优先级的，即只要写者释放锁，任何等待的读者总能先拿到。
- 写操作优先锁：如果队列中有写者在等锁，则阻止任何新读者拿锁，来避免了写操作饥饿的问题。一旦所有已经开始的读操作完成，等待的写操作立即获得锁。[4]和读操作优先锁相比，写操作优先锁的不足在于在写者存在的情况下并发度低。内部实现需要两把互斥锁。[5]
- 未指定优先级锁：不提供任何读/写的优先级保证。

## 实现

### 使用两把互斥锁
Michel Raynal使用两把互斥锁与一个整数计数器实现。计数器b跟踪被阻塞的读线程。互斥锁r保护b，供读者使用。互斥锁g (指"global")确保写操作互斥。伪代码：
Begin Read
- Lock r.
- Increment b.
- If b = 1, lock g.
- Unlock r.

End Read
- Lock r.
- Decrement b.
- If b = 0, unlock g.
- Unlock r.

Begin Write
- Lock g.

End Write
- Unlock g.

实现是读操作优先。:76

### 使用条件变量与互斥锁
可使用条件变量c与普通的互斥锁m、整型计数器r（表示正在读的个数）与布尔标志w（表示正在写）来实现读写锁。
lock-for-read操作：
- Lock m (blocking).
- While w:
  - wait c, m[a]
- Increment r.
- Unlock m.

lock-for-write操作：
- Lock m (blocking).
- While (w or r > 0):
  - wait c, m
- Set w to true.
- Unlock m.

lock-for-read与lock-for-write各自有自己的逆操作。unlock-for-read通过减量r并在r变为0时通知c。unlock-for-write设置w为false并通知c。

## 程序语言支持
- POSIX标准的pthread_rwlock_t与相关操作[10]
- ReadWriteLock[11] 接口，ReentrantReadWriteLock[5]锁，从Java版本5开始
- Microsoft System.Threading.ReaderWriterLockSlim锁，用于C♯与.NET语言程序[12]
- std::shared_mutex read/write锁在C++17[13]
- boost::shared_mutex与boost::upgrade_mutex锁在Boost C++ Libraries[14]
- sync.RWMutex在Go语言[15]
- Phase fair reader–writer lock[16]
- std::sync::RwLock，在Rust语言[17]
- Poco::RWLock，在POCO C++ Libraries（英语：POCO C++ Libraries）
- mse::recursive_shared_timed_mutex在SaferCPlusPlus库，是支持std::recursive_mutex（页面存档备份，存于）的recursive ownership语义的std::shared_timed_mutex（页面存档备份，存于）的一个实现
- txrwlock.ReadersWriterDeferredLock，用于Twisted[18]

### Windows操作系统
SRWLock，见Windows操作系统API，从Windows Vista开始.
读写锁（Slim reader/writer，SRW， lock）用于进程内的线程间同步。 SRW既不是公平的也不是先进先出的。读写锁数据结构的内部实现就是一个指针。读写锁的性能较临界区有很大的提升，这是因为读写锁是基于原子操作，关键段是基于event内核对象的，从用户模式到内核模式的切换占用了大量的时钟周期。相关API：
- InitializeSRWLock：动态初始化SRW结构。也可以直接赋值SRWLOCK_INIT常量来静态初始化SRW结构。不需要显式析构。
- AcquireSRWLockShared：获取共享读的SRW锁。
- AcquireSRWLockExclusive：获取专享写的SRW锁。
- TryAcquireSRWLockShared：试图获取共享读的SRW锁。
- TryAcquireSRWLockExclusive：试图获取专享写的SRW锁。
- ReleaseSRWLockShared：释放已经获取的共享读的SRW锁。
- ReleaseSRWLockExclusive：释放已经获取的专享写的SRW锁。
- SleepConditionVariableSRW：在已经获取SRW锁的前提下，原子操作：在指定条件变量上睡眠并释放SRW锁

## 可选
read-copy-update (RCU)算法是读写锁的一种替代实现。RCU对读操作是无等待。Linux内核实现了很少写操作的一种RCU叫做seqlock。